# 大利皮亚吉农村居民点
大利皮亚吉农村居民点（俄语：Большелипяговское сельское поселение）是俄罗斯联邦别尔哥罗德州韦伊杰列夫卡区所属的一个农村居民点。其下辖有3个居民点，行政中心为大利皮亚吉。据2016年统计，该农村居民点的人口为829人。